# Георги Александров
Георги Александров е български футболист, който играе за Етър (Велико Търново) като защитник.

## Кариера
Георги Александров се присъединява към академията на Левски, когато е на 10 години. Той е капитан на отбора под 19, преди да отиде във Витоша (Бистрица). Когато Витоша отпада и след това се разпада, той се завръща в Левски София и подписва договор за 2 години. Той дебютира за първия отбор срещу Партизан (Червен бряг) в мач от 1/16 финалите за Купата на България на 21 октомври 2020 г. През 2022 г., той подписва с Етър (Велико Търново).